# Kendell Williams
Pour les articles homonymes, voir Williams.
Kendell Williams (née le 14 juin 1995) est une athlète américaine, spécialiste des épreuves combinées.

## Biographie
Médaillé de bronze du 100 m haies lors des championnats du monde cadets 2011, elle se classe huitième de l'heptathlon lors des championnats du monde juniors de 2012, et obtient dans cette même épreuve, la médaille d'argent lors des championnats panaméricains juniors 2013. 
Étudiante à l'Université de Georgie, elle remporte en 2014 le titre du pentathlon des championnats NCAA en salle, à Albuquerque. Elle établit un total de 4 635 pts et améliore de 100 pts le record du monde junior que détenait la Suédoise Carolina Klüft depuis la saison 2002, en battant ses records personnels sur les cinq épreuves. 
Le 19 mars 2016, Williams se classe 6e lors des championnats du monde en salle de Portland avec 4 586 points. Deux ans plus tard, aux mêmes mondiaux à Birmingham, elle termine 9e avec 4 414 pts.
Elle se classe 5e des championnats du monde 2019 à Doha avec 6 415 pts.
Le 18 mars 2022, elle décroche la médaille de bronze des championnats du monde en salle à Belgrade avec 4 680 points, derrière la Belge Noor Vidts (4929p) et la Polonaise Adrianna Sułek (4851p).

## Vie privée
Elle est la sœur cadette du décathlonien Devon Williams.

## Palmarès

### International
| Date | Compétition                           | Lieu                                  | Résultat | Épreuve     | Marque     |
| ---- | ------------------------------------- | ------------------------------------- | -------- | ----------- | ---------- |
| 2011 | Championnats du monde cadets          | Lille                                 | 3e       | 100 m haies | 13 s 28    |
| 2013 | Championnats panaméricains juniors    | Medellín                              | 2e       | Heptathlon  | 5 572 pts  |
| 2014 | Championnats du monde juniors         | Eugene                                | 1re      | 100 m haies | 12 s 89    |
| 2016 | Championnats du monde en salle        | Portland                              | 5e       | Pentathlon  | 4 586 pts  |
| 2016 | Jeux olympiques                       | Rio de Janeiro                        | 17e      | Heptathlon  | 6 221 pts  |
| 2018 | Championnats du monde en salle        | Birmingham                            | 9e       | Pentathlon  | 4 414 pts  |
| 2019 | Hypo-Meeting                          | Götzis                                | 5e       | Heptathlon  | 6 412 pts  |
| 2019 | Championnats du monde                 | Doha                                  | 5e       | Heptathlon  | 6 415 pts  |
| 2019 | Coupe du monde des épreuves combinées | Coupe du monde des épreuves combinées | 3e       | Heptathlon  | 19 437 pts |
| 2021 | Jeux olympiques                       | Tokyo                                 | 5e       | Heptathlon  | 6 508 pts  |
| 2022 | Championnats du monde en salle        | Belgrade                              | 3e       | Pentathlon  | 4 680 pts  |
| 2022 | Championnats du monde                 | Eugene                                | —        | Heptathlon  | DNF        |

### National
- Championnats des États-Unis d'athlétisme
  - vainqueur de l'heptathlon en 2017

## Records
| Épreuve    | Performance | Lieu       | Date            |
| ---------- | ----------- | ---------- | --------------- |
| Heptathlon | 6 610 pts   | Des Moines | 28 juillet 2019 |
| Pentathlon | 4 703 pts   | Birmingham | 11 mars 2016    |